# José de Rojas
José María de Rojas y Galiano (Alicante, 25 de octubre de 1850 - 12 de julio de 1908) fue un Abogado español, caballero de la Orden de Alcántara, VIII marqués del Bosch de Arés, V conde de Torrellano y V conde de Casa Rojas, grande de España, terrateniente y cacique político del Partido Liberal-Conservador en la provincia de Alicante.

## Biografía

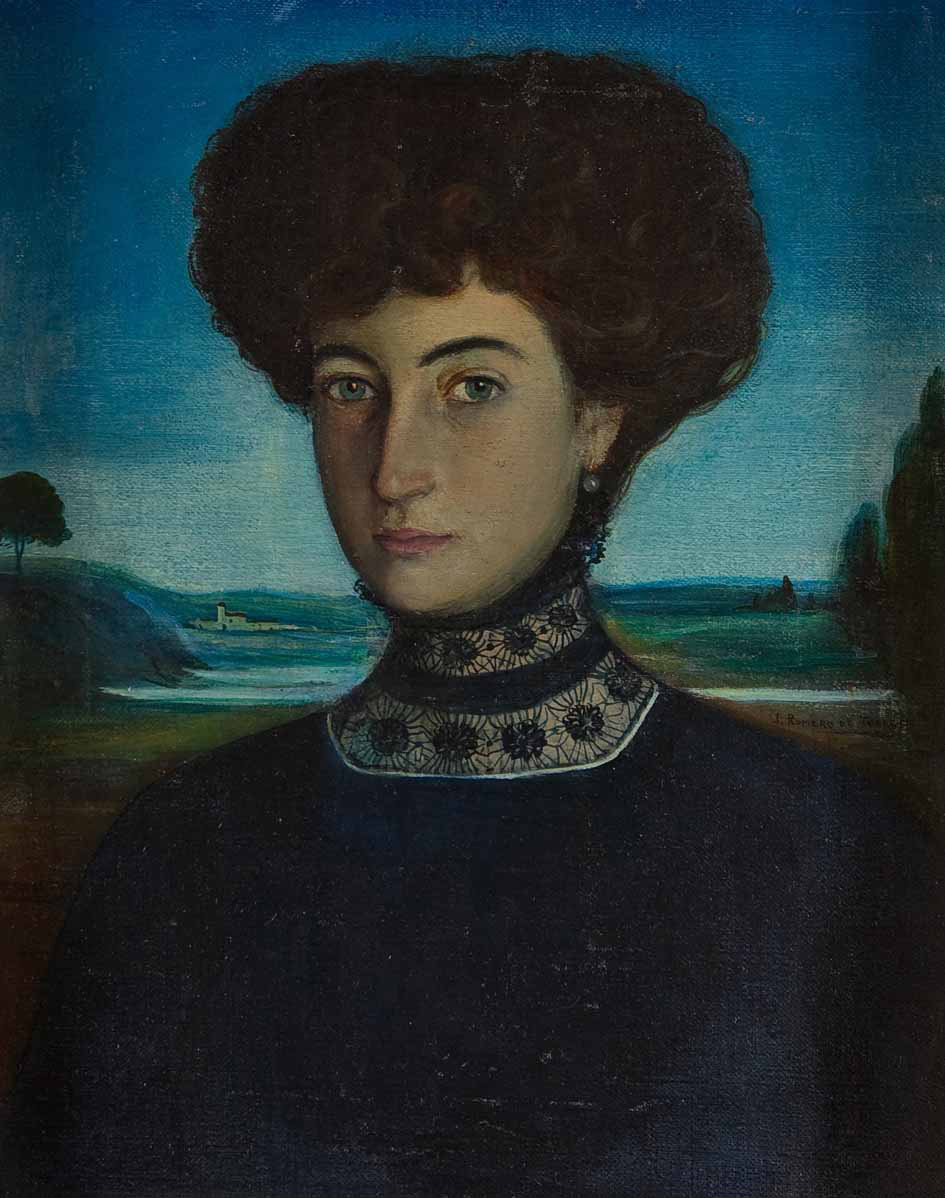
Condesa de Casa Rojas (1905), por Julio Romero de Torres.

Nació en Alicante el 25 de octubre de 1850, era hijo de José María de Rojas y Canicia VII marqués del Bosch de Arés, IV conde de Torrellano y IV conde de Casa Rojas; descendiente de algunos de los apellidos más antiguos de las tierras alicantinas como Martínez de Vera, Bosch, Rotlá, Canicia, Ceverio, Berardo, Pérez de Sarrió o Pascual de Ibarra, que en el año 1871 era el tercero mayor propietario de tierras de la Provincia de Alicante, y de María del Rosario Galiano, de familia de hidalgos manchegos.
Estudió interno en el monasterio de San Zoilo donde estaba ubicado el colegio de los jesuitas, en Carrión de los Condes (Palencia), el más famoso de la época. Se licenció en Derecho en la Universidad de Valencia y el 9 de mayo de 1862 se casó con la murciana Mariana Moreno y Pérez de Vargas.

### Política
Su inicio en política se produjo en 1878 año en que fue designado por el gobernador civil de Alicante diputado provincial por el municipio de Elche, donde hubo pasado parte de su niñez y su familia tenía un palacete. Formó parte de la Diputación Provincial de Alicante hasta 1882, pero sus miras estaban puestas en la política nacional y en las elecciones generales de España de 1884 salió elegido diputado al Congreso con 1.755 votos, por detrás de José María Santonja Almella, cacique de la circunscripción de Villena, conde consorte de Buñol e hijo del marqués de Villagracia, Luis Santonja.
En 1885 se llevó a cabo en España el «Pacto de El Pardo» con el fin de sostener la 
restauración borbónica en la persona de la reina María Cristina de Habsburgo-Lorena hasta la mayoría del heredero, pero además entró a formar Gobierno Práxedes Mateo Sagasta lo que motivó en el Partido Liberal-Conservador el comienzo de una grave crisis que dejó dividido el partido en dos: los partidarios de Antonio Cánovas del Castillo que firmaron el citado pacto y los partidarios de Francisco Romero Robledo, que no querían entregar la presidencia. No volvería la paz hasta que, por el Turnismo, los conservadores volvieran a la presidencia del Gobierno en la persona de Cánovas del Castillo.
José de Rojas se situó en el sector canovista, por su empatía con Cánovas del Castillo, cuyo padre era oriundo de Orihuela (Alicante) y donde trabajó de maestro de escuela. Dicho sector se encontraba liderado en la circunscripción de Alicante por el presidente del partido, Antonio Campos Doménech y de la Diputación, y era secretario Rafael Viravens Pastor -ambos antiguos miembros del desaparecido Partido Moderado. Debido a la división, en las elecciones de 1886 el Partido Conservador fue duramente castigado en su circunscripción y no obtuvo diputados. De Rojas sólo obtuvo un voto, pero esto no volvería a ocurrir.
Un año después, en 1887 falleció Antonio Campos, y pasó a presidir el comité local el madrileño Julián Ugarte, alcalde de Alicante, y a nivel provincial el vasco Arturo Pardo de Inchausti, conde consorte de Vía Manuel. De Rojas aprovechó para crear y extender su red clientelar por todo el territorio y en la ciudad de Alicante lo valiéndose de Ugarte, un militar retirado en esa ciudad y propietario del diario "El Eco de la Provincia".
En 1888, tras el fallecimiento de su padre, se convirtió en el VIII marqués del Bosch de Arés, el más antiguo título otorgado a un alicantino, y se además en uno de los diez mayores propietarios de tierras en esa provincia (Huerta de Alicante, la del Segura y el Campo de Elche), amén de un sinfín de propiedades urbanas en Alicante, Elche y Orihuela. Igualmente poseyó propiedades en Albacete por herencia de su madre que falleció poco después, y en Requena (Valencia). Estando sin escaño en el Congreso continuó con sus negocios y a terminar las obras iniciadas por su padre de ampliación del viejo caserón-palacete de la familia en Alicante, el cual fue construido sobre antiguas fortificaciones o barbacanas de la muralla medieval agrupadas bajo la Puerta Ferrisa pues su padre -el VII marqués-, que había adquirido el convento colindante durante la Desamortización española de Pascual Madoz, se había propuesto agregarlo al citado palacete. De Rojas, además fundó el diario "La Monarquía" medio propagandístico de sus intereses que le permitiría difundir su opinión y le proporcionaría los argumentos necesarios para justificar sus actuaciones.

#### La presidencia de los conservadores
En 1890 se hizo con la presidencia de los conservadores en la circunscripción de Alicante -entonces de ámbito supracomarcal- que no abandonó hasta 1898. Con el Partido Conservador ya unido obtuvo acta de diputado en las elecciones generales de España de 1891, y gozando de amistad personal con el mismísimo Cánovas, a partir de ahí comenzó su guerra particular contra todo aquel que se interpuso en su camino. Aprovechando la caída de los romeristas fue colocando a su gente en la Diputación de Alicante que tan bien conocía, reemplazando a los de Santonja -cabeza visible del Romerismo provincial-. Atacó a quién se le opuso y halagó -además de a sí mismo- a todo aquel que se sometió a sus intereses.
A lo largo de esa legislatura José de Rojas, de cara a las elecciones generales de España de 1893 y en una jugada maestra, identificó a todos sus críticos con el sector romerista del Partido liberal-Conservador logrando aislarlos en Madrid. Algunos se fueron a casa, como Manuel Gómiz quien era silvelista desde el principio. Otros cayeron como Viravens canovista quien a partir de ahí lideró el comité crítico conservador. Y otros sobrevivieron, como Manuel Antón, del mismo comité crítico conservador, o Antonio Martínez-Torrejón. Todo de acuerdo según el plan esbozado en su finca “La Cadena” que tenía en San Juan de Alicante el marqués. Pero la unificación del Partido duro poco en Alicante, pues quiso hacer un pulso con el conde consorte de Vía Manuel y perdió ya que era sobrino del conde de Toreno Francisco Queipo de LLano, jefe regional del Partido Conservador. De Rojas no pudo sacar adelante el acta de diputado de su nuevo hombre de confianza en Alicante, el prestigioso abogado alicantino Juan Poveda García y verdadero responsable de la disputa con Viravens. Y es que de Rojas se había retirado temporalmente como parlamentario para poder controlar el dividido Partido Liberal-Conservador y continuar con sus negocios, tratando de situar en su escaño a Poveda pero la jugada le salió mal. Su propio periódico "La Monarquía" publicó una carta de ánimo firmada por Cánovas dedicada a todos los seguidores de José de Rojas y ensalzando al marqués y propietario, como jefe local del Partido Liberal-Conservador en 1894
El marqués volvió al Congreso en las elecciones generales de España de 1896 siendo el más votado en la circunscripción. Durante todos los años que ocupó un escaño de diputado en el Congreso, si bien no se conocen intervenciones suyas en la cámara, participó en unas cuantas proposiciones de Ley realizadas por el diputado Poveda.
Sin embargo, el sistema de caciques de la Restauración se agotaba y entraba en auge el Silvelismo ligado al Regeneracionismo. Esta corriente de opinión nunca fue un sector crítico en el seno del partido porque el propio Francisco Silvela no quiso, dimitiendo muy dignamente cuando volvió Romero Robledo en 1891, su oponente real. A partir del agotamiento del caciquismo cobró gran importancia y tras la muerte de Cánovas se convirtió en la columna vertebral del Partido Liberal-Conservador. Accedió a la presidencia del partido Silvela y en la provincia de Alicante se fundó el Círculo Silvelista siendo presidente honorario el conde consorte de Vía Manuel, y efectivo Martínez-Torrejón. Por si fuera poco, al año siguiente, el 8 de agosto de 1897, fue asesinado Cánovas quedando de Rojas sin protector.  El Silvelismo empezó a propagarse en Alicante e incluso con su propio diario, "La Opinión", y José de Rojas empezó a recibir el mismo trato que dispensó a otros muchos. Todos sus damnificados se unieron contra él. En noviembre de 1897 la Junta provincial del partido la presidía el conde consorte de Vía Manuel que hasta el momento solo era líder de la facción silvelista. El año siguiente al asesinato de Cánovas del Castillo, en 1898 de Rojas se adhirió al sector de Alejandro Pidal y Mon, el cacique de Asturias y mientras España iba directa a la pérdida de las provincias de ultramar con la Guerra Hispano-Estadounidense se celebraron en marzo las elecciones generales de 1898 en las que Silvela resultó elegido presidente del Gobierno y de Rojas decidió no presentarse como candidato al Congreso lo que a todos extrañó.
Vacante la presidencia, el partido perdió su escasa cohesión y se dividió en cuatro facciones: la del diputado Juan Poveda (su apuesta directa, a quien incluso donó la propiedad de su periódico "La Monarquía"), la de Florentino de Elizaicin asociada con la de Alfonso de Sandoval (consuegro de Rojas, su apuesta indirecta), la silvelista de Santiago Mataix que buscaba el entendimiento con los liberales capitaneados por Enrique Arroyo Rodríguez y la gamazista de Alberto Ganga apoyado por Francisco Todá Nuño de la Rosa.

#### Senador por derecho propio
El 2 de mayo de 1898 de Rojas juró como “senador por derecho propio”, pero esta vez, a diferencia de su paso por el Congreso, sí que realizó intervenciones en el Senado como la referente a la «Comunidad de Labradores». Muerto Cánovas, se fue aproximando al nuevo jefe de las filas conservadoras Francisco Silvela aunque se encontraba en las antípodas de todo lo que suponía su persona, el cacique conservador por antonomasia del siglo XIX en la ciudad de Alicante, y de su sistema. Lo volvería a hacerlo con Salvador Canals Vilaró y el Maurismo
Tras la irrevocable dimisión del siempre respetado presidente del Gobierno Silvela en 1903, motivada por las injerencias de la regente María Cristina en la política gubernamental (algo imposible en un régimen constitucional), se produjo una presidencia de transición con Azcarraga y pero pronto el partido se decidió por Antonio Maura.
En 1904 los conservadores alicantinos continuaban divididos: por un lado Gasset, por otro los mauristas de Ganga, de otro los restos del romerismo y finalmente el nutrido grupo de los silvelistas liderados por el conde consorte de Vía Manuel. Se volverían a unir y pelear otra vez.
José de Rojas falleció a la edad de 57 años, el 12 de agosto de 1908.
A su muerte le sucedió como IX marqués del Bosch de Arés su hijo mayor, Miguel de Rojas y Moreno, quien fue alumno de los jesuitas de Orihuela (Alicante) y abogado. Estaba casado en primeras nupcias con una hija de Alfonso Sandoval y Bassecourt, discutido alcalde de Alicante, y como no tuvo hijos al momento de su muerte -al inicio de la Guerra Civil fue mandado fusilar por los tribunales populares el 28 de julio de 1936 en Albacete al haber apoyado la rebelión militar-, le sucedió su hermano menor Carlos de Rojas y Moreno, también alumno del mismo colegio de los jesuitas y abogado, que estaba casado con Mª Luisa Roca de Togores, nieta del marqués de Molins. De este matrimonio desciende la XI marquesa.

### Rafael de Rojas y Galiano
Rafael de Rojas y Galiano, hermano menor de José de Rojas a principios del siglo XX fue jefe de los Tradicionalistas (Carlistas)-Jaimistas en Alicante y adquirió de sus primos, los Pérez de Sarrió, el título de marqués de Algorfa, sobre el que tenía unos mínimos derechos por su línea paterna. Más tarde presidió el Círculo Requeté y murió fusilado por el Frente Popular en Valencia en 1936.